# Nosferattus
Nosferattus là một chi nhện trong họ Salticidae.